# فرودگاه کیچه
 فرودگاه کیچه (به انگلیسی: Quiché Airport) (به زبان بومی: Aeropuerto de Quiché) یک فرودگاه با کد یاتا AQB است که یک باند فرود آسفالت دارد. این فرودگاه در کشور گوتمالا قرار دارد .